# ヴィンセント・カラブレーゼ
ヴィンセント・カラブレーゼ（Vincent Calabrese 、1944年生まれ）はイタリアのナポリ出身の時計師である。独立時計師アカデミーの設立メンバーの一人で、初代会長を務めた。
コルムの『ゴールデン・ブリッジ』のプロトタイプを制作したことで有名である。
代表作は1994年に発表した『ナイト&デイ』など。2004年には横尾忠則とのコラボレーションによるクォーツ時計『タイム・ウェブ』を発表した。
2008年に自身のブランドをブランパンに売却し、研究開発部門で「カルーセル」などのムーブメントの研究・開発に当たった。これまでに制作した時計はブランパン入社後もアフターケアを行うと明言していた。
その後2012年にブランパンを去り、同じくアカデミーの時計師ジャン・カゼスの工房を受け継いでオリジナルの腕時計製造を再開するとともに壁時計の製作も手掛けている。